# Коста д’Ариньяно, Витторио Мария Бальдассаре Гаэтано
Витторио Мария Бальдассаре Гаэтано Коста д’Ариньяно (итал. Vittorio Maria Baldassare Gaetano Costa d’Arignano; 10 марта 1737, Турин, Сардинское королевство — 16 мая 1796, там же) — итальянский кардинал и доктор обоих прав. Епископ Верчелли с 11 сентября 1769 по 28 сентября 1778. Архиепископ Турина с 28 сентября 1778 по 16 мая 1796. Кардинал-священник с 30 марта 1789.

## Биография
Родился в Турине 10 марта 1737 года в дворянской семье туринской аристократии. В 1757 году стал доктором обоих прав и был зачислен в Академию изящных искусств в Турине, где стал глубоким знатоком истории и литературы. Рукоположён в священники 1 марта 1760 года, также стал ректором Туринского университета.
11 сентября 1769 года он был избран епископом Верчелли и рукоположён в сан 21 сентября. Он составил ценный список исторических сведений о церкви Верчелли.
28 сентября 1778 года Пий VI избрал его архиепископом Турина, а на консистории от 30 марта 1789 года повысил его до кардинала.

Он умер в Турине 16 мая 1796 года в возрасте 59 лет и был похоронен в городском соборе.